# 米谷奈津子
米谷 奈津子（よねたに なつこ、1975年10月7日 - ）は、九州で活動するフリーアナウンサー。元株式会社ノーメイク所属。

## 人物
筑紫女学園高等学校を経て立命館大学卒業後、1999年にFM宮崎に入社。7年間アナウンサーとして勤めた。なお、ニックネーム“yoneko”（よねこ）はその当時につけられた。
2006年に退社し帰郷。以後は福岡で活動している。
文房具が好きで、Brandnew!Saturdayではお気に入りの文房具を語るコーナーがあった。
2019年4月より京都観世会事務局勤務。フリーアナウンサーも続けている。

## 出演番組

### 現在
- weekend jazz（CROSS FM、土-日曜22:00-23:00、2017年10月1日 - ）
- KBCホークスナイター（KBCラジオ、スタジオ担当として。2016年7月より主に木曜を担当）
- KBC長浜横丁 おでん屋台はらちゃん（KBCラジオ。2016年7月より主に木曜を担当）

### FM宮崎
- Radio Paradise 耳が恋した!
- サウンドオリジネーター
- 1984オナジ空ノシタデ
- 音楽の森みやざき（ディレクターとして）
- レコード室から謹賀新年
- M's Press
- EVENING RADIO JJ

### 帰郷後のフリー時代
- ネットワークふくおか（九州朝日放送）
- KBC朝日新聞ニュース(KBCラジオ・2014年4月〜)
- Natsupedia（CROSS FM、火曜14:00-16:30、2016年1月5日 - 2017年9月26日）
- Brandnew!Saturday（CROSS FM、土曜7:00-11:00、2014年4月5日 - 2019年3月30日）
- Brandnew!Sunday（CROSS FM、日曜7:00-11:00、2014年4月6日 - 2017年9月24日）

### NHK福岡
- おはようサタデー九州沖縄（2007年4月〜2014年3月）
- トンコツRADIO
- ラジオニュース
- お元気ですか日本列島『ぐるっとニュース・九州沖縄』
- トン☆スタ
- その他ナレーション